# Theodorus Netscher

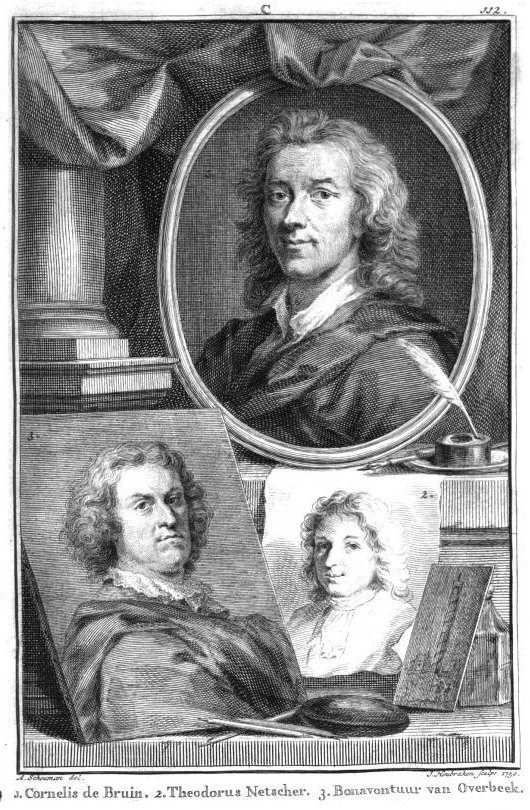
Retrato de Theodorus Netscher, abajo a la derecha en el Nieuwe Schouburg de Jan van Gool

Theodorus Netscher (Burdeos, 1661-Hulst, 1728), también conocido como Theodoor de Fransche Netscher, fue un pintor neerlandés de finales del siglo XVII y principios del siglo XVIII.

## Biografía
Según Jan van Gool aprendió pintura con su padre, Caspar Netscher, y aunque nacido en Burdeos, recibió su formación en La Haya y se le llamaba el "Francés Netscher", no tanto por su lugar de nacimiento, como por su trabajo posterior en París, donde vivió durante casi veinte años hasta 1699.
Trabajó en La Haya y viajó, además de a París, a Inglaterra, antes de establecerse en Hulst donde murió. Es fundamentalmente recordado por sus retratos y decoraciones de interior.